# Локовець
Локовець (словен. Lokovec) — розпорошене поселення в общині Нова Гориця, Регіон Горишка, Словенія. Висота над рівнем моря: 913,1 м.